# Der kleine Kalepin
Der kleine Kalepin ist ein Volksmärchen und kann der Untergattung Feenmärchen zugeordnet werden. Susanne Ronus veröffentlichte es unter ihrem Pseudonym Selma. Gottfried Fankhauser verwendete dieses Werk, um es im Jahr 1942 erneut zu bearbeiten und aufzulegen.

## Inhaltsangabe
Der kleine Kalepin sowie seine Brüder Selim und Ali bangen um ihre im Sterben liegende Mutter. Die gute Fee Mirmido übergibt den drei Jungen einen Degen, der ihnen auf dem Weg zu einem Heilmittel für die Mutter behilflich sein soll. Die gelbe Heilpflanze allein besitzt die Kraft, die Mutter vor dem Sterben zu retten. Zunächst begeben sich die beiden älteren Brüder nacheinander auf die abenteuerliche Reise. Sie scheitern jedoch, und der Zweitälteste verliert den Degen. Der achtjährige Kalepin macht sich nun ohne den Degen auf den Weg. Auf seinem Weg lernt er einen sprechenden Schwan kennen, den er aus einer misslichen Lage retten kann. Der Schwan überreicht ihm eine Feder als Zeichen seiner Dankbarkeit: Sollte sich Kalepin je in einer schwierigen Situation befinden, so solle er die Feder dreimal in der Luft schwingen, und der Schwan werde ihn unterstützen. Kalepin werden auf seinem weiteren Weg fünf schwierige Aufgaben von der Fee Rakette aufgetragen. Er erhält wie durch ein Wunder den Degen zurück und kann mit Hilfe des Degens, der Feder und des sprechenden Schwans alle Aufgaben lösen. Kalepin lernt auf seinem Weg ein Dutzend magische Kreaturen kennen, die der guten oder der bösen Seite angehören. Am Ende des Märchens gelangt Kalepin auf dem Rücken eines fliegenden Hirsches mit der gelben Heilpflanze wohlbehalten nach Hause zurück.

## Motivik
Im Volksmärchen „Der kleine Kalepin“ spiegelt sich die Motivik im tugendhaften Verhalten und in bestimmten Moralvorstellungen wider. Im Besonderen wird das Gemeinschaftsmotiv, der starke Zusammenhalt der Familie sowie das hingebungsvolle Verhalten der drei Söhne hervorgehoben, die ihre geliebte Mutter vor dem Tod bewahren möchten. Die drei Brüder werden als äußerst gut und gehorsam beschrieben. Im Mittelpunkt des Geschehens steht der kleine Kalepin, der Jüngste der drei Brüder. Er zeichnet sich überwiegend durch Mut, Empathie, Ehrlichkeit sowie Fleiß und Geduld aus. Genau diese Eigenschaften verhelfen ihm, die fünf schwierigen Aufgaben zu lösen und die heilbringende Pflanze in Besitz zu nehmen, um die Mutter vor dem Tod zu bewahren. Die drei Brüder verkörpern das idealisierte Bild eines überaus treuen, gehorsamen und hingebungsvollen Kindes. Sie können daher auch als Vorbildfunktionen angesehen werden. Die fiktiven Inhalte des Volksmärchens, die numinosen und magischen Elemente stellen einen essenziellen und wichtigen Bestandteil dar, aus welchen sich weitere tiefschichtige Motive ergeben. Der Glauben der Brüder an das Gute ermöglicht es, die gute Fee Mirmido herbeizurufen. Diese ist gewillt, den Kindern zu helfen, und überreicht ihnen den magischen Degen, der sie auf ihrem Weg vor dem Bösen beschützen soll. Die magische Kraft zeigt sich ebenfalls in der Dreizahl. Der Degen kann dreimal eingesetzt werden und verliert danach seine Kraft. Die Schwanenfeder wird ebenso als magisches Instrument verwendet wie die Wunderpflanze, die die Kraft besitzt, eine Sterbende wieder zum Leben zu erwecken. Es ergibt sich ein durchgängiges und buntes Zusammenspiel von Begegnungen, beispielsweise mit Feen, einem sprechenden Schwan, einem Zwerg sowie einem Papagei; Wesen, die Kalepin prinzipiell zur richtigen Zeit trifft, nämlich gerade dann, wenn er sich in großer Gefahr befindet. Diese Wesen lassen sich stets der „guten“ oder „bösen“ Seite zuordnen. Kalepin erhält durch die Gabe des Schwans und der Fee Mirmido die Möglichkeit, Wunder zu vollbringen und das Böse zu bekämpfen. Die Gabe wird somit zu einem bedeutungsvollen Motiv.

## Funktion
Im Märchen „Der kleine Kalepin“ wird ersichtlich, dass es keinen belehrenden oder erklärenden Charakter aufweist. Stattdessen beschreibt und unterhält es, so wie es für Märchen merkmalstypisch ist. Susanne Ronus beschreibt eine abenteuerliche Reise und bewirkt durch die Gegenüberstellung von Gut und Böse, dass Spannungselemente in den Text miteinfließen. Anhand der Figurenbeschreibungen und ihren Handlungen wird das Märchen es zu einem klaren und gut verständlichen Text. Daraus geht eine Sicherheit auf Seiten des Rezipienten hervor. Es spendet Harmonie und gibt dem Rezipienten einen Einblick in eine gerechte und magische Welt. Kalepin folgt seinen Aufgaben, die er nacheinander erledigt, um das grundlegende Ziel zu erreichen. Alles, was Kalepins Perspektive vorenthalten ist, bleibt auch vor dem Rezipient im Verborgenen. Das Märchen folgt einer bestimmten Form, in der es die Wirklichkeit vernachlässigt und das Essenzielle hervorhebt.

## Strukturmerkmale
Das Märchen steigt mit einem typischen Merkmal des Volksmärchens in die Erzählung ein: „Die Bäuerin Kasilde bewohnte ein kleines Hüttchen am Fuße eines hohen, hohen Berges.“ Es werden weder genaue Angaben über den Ort, noch über die Zeit gemacht. Max Lüthi beschreibt dies als die Flächenhaftigkeit als Ziel der Wirklichkeitsferne. Weitere Orte sowie Beschreibungen und Zeitangaben werden im gesamten Märchen nicht genannt.
Die Mangelsituation entsteht in dem Augenblick, als die Mutter im Sterben liegt und die drei Jungen sich verpflichtet fühlen, sie vom Tod zu befreien. In ihrer Verzweiflung rufen die Brüder die Fee Mirmido, die tatsächlich in Erscheinung tritt. An dieser Stelle beginnt die Loslösung der Familie, die durch die Erfüllung der schwierigen Aufgaben, das Leben der Mutter retten kann. Die Loslösung der Familie geht mit der Isolierung einher. Das macht sich dadurch bemerkbar, dass der jüngste Sohn keine lebendige Beziehung zu der Familie hat. Er ist vielmehr ein Handelnder, der seine Aufgaben, der Reihenfolge nach, erfüllt.
Anhand der Figuren wird ein weiteres Merkmal sichtbar, die Eindimensionalität, die in den Merkmalsbereich der Extreme fällt. So sind die Figuren entweder ausschließlich gut oder böse. Das macht sich beispielsweise anhand der Beschreibung der Figuren der Mutter und ihrer Söhne bemerkbar. Die Mutter ist nur unter dem Namen Gutmütterchen bekannt und ihre Söhne sind „wackere“ und „gehorsame“ Kinder. Außerdem wird das Aussehen der Figuren im Märchen nicht preisgegeben. Stattdessen werden ausschließlich die Charaktereigenschaften, beziehungsweise Stärken und Schwächen der Figuren benannt. Des Weiteren sind die Figuren nicht fähig, sich tiefgehender Emotionen zu bedienen. Der Held in diesem Fall Kalepin, nimmt den Zauber und die verwunderlichen Geschehnisse nicht von Innen wahr. Er widmet sich voll und ganz seinen Aufgaben, die er mit Geduld und Mut löst. Alle magischen Kräfte, die ihm der Dolch verleiht oder die der Schwan zu haben scheint, sind für ihn ganz natürlich. Das Magische ist so gut in die Realität eingebunden, dass sie als normal anerkannt wird. Kalepin wundert sich nicht über diese magischen Vorkommnisse, noch zeigt er sich ängstlich.
Das Diesseits und das Jenseits vermischen sich im gesamten Verlauf des Märchens. Die Figuren, beide Seiten betreffend, begegnen sich, ohne einen speziell getrennten Raum oder Ort zur Verfügung zu haben. Es gibt keine Grenzen. Das Auftauchen der guten Fee Mirmido, die von den drei Brüdern herbeigerufen wird, verdeutlicht die Vermischung der beiden Seiten. Sie taucht im Diesseits auf, ist jedoch eine Figur aus dem Jenseits. Die Bedingung ihres Erscheinens findet sich im starken Glauben der Brüder an die Fee wieder.
Das Merkmal der Flächenhaftigkeit zeigt sich in mehreren Bereichen. Wie oben bereits erwähnt, ist sie in den nicht beschriebenen Orts- und Zeitangaben zu finden sowie in der mangelnden Beschreibung der Gefühle. Die Brüder sind erstaunt und erfreut über die Rückkehr Kalepins, trotzdem kommen bei den Figuren keine bis wenige Emotionen zum Vorschein. Außerdem haben die Figuren zueinander keine feste Beziehung. Sie tauchen auf und verschwinden wieder, wenn die Handlung, in der sie vorkommen, beendet ist. Somit verlieren auch die Figuren an Bedeutung.
Ein weiteres Merkmal ist in der Beziehung zwischen dem Helden und dem helfenden Tier zu finden. Der Held Kalepin erhält von dem sprechenden Schwan als Dank eine Feder. Wird diese von Kalepin dreimal in die Luft geschwungen, eilt der Schwan herbei, um seine Dienste anzubieten. Die Feder ist an dieser Stelle ein äußeres Erkennungszeichen. Es spiegelt nicht die Verbundenheit der beiden Figuren wider, sondern es geht lediglich darum, dass Kalepin seine Aufgaben erfüllt.

### Merkmale auf der Handlungsebene
Ein besonderes Merkmal, das sich auf der Handlungsebene widerspiegelt, ist die Wiederholungsstruktur. Der Held löst eine Aufgabe, um am Ende eine weitere lösen zu können. Im „Kleinen Kalepin“ vollzieht sich diese Wiederholung fünf Mal. In diesem Volksmärchen existiert ausschließlich ein Handlungsstrang, der von den Taten des Helden Kalepin handelt. Er erlöst die Mutter von ihrer Krankheit; parallel ablaufende Geschehnisse finden nicht statt.
Weitere typische Merkmale sind unter anderem in den magischen Gegenständen zu finden; diese sind neben der Feder auch der Degen. Lediglich mit diesen Gegenständen ist Kalepin in der Lage, Wunder zu vollbringen. Außerdem nehmen die magischen Wesen, Tiere und Pflanzen eine besondere Rolle ein. Sie sind in die Struktur des Volksmärchens eingebettet und verleihen ihm die magische, wunderliche und fiktive Essenz. Die magischen Tiere sind in der Lage zu sprechen, wie beispielsweise der Schwan, der Kalepin in schwierigen Situationen zur Seite steht. Den Merkmalen ebenfalls angehörig sind die Extreme. Dazu zählt, dass Kalepin in diesem Märchen der Jüngste der drei Brüder ist und seinem Alter zum Trotz in der Lage ist, diese schweren Aufgaben zu erfüllen. Die besonderen Fähigkeiten, wie Mut, Geduld und Fleiß, bringt der Held des Volksmärchens mit. Auf der inhaltlichen Ebene findet meist ein Kampf zwischen Gut und Böse statt. Die gute Fee Mirmido und die böse Fee Rakette stehen sich gegenüber. Beiden Seiten können unterstützende Wesen zugeordnet werden. Der Sieg der guten Seite ist ein weiteres Merkmal, das sich in diesem Volksmärchen widerspiegelt. Die gute Fee stellt sich gegen die böse Fee, die den Weg zur Heilpflanze absichtlich durch die fünf Aufgaben erschwert.

## Übersicht der Strukturmerkmale

### I. Abstrakter Stil
- Nur ein Handlungsstrang, keine Parallelereignisse, Handlungen geschehen nacheinander und müssen aber keinen Bezug zueinander haben: Es geht in dem Volksmärchen einzig nur um die Rettung der Mutter vor dem Tod. Kalepin wird zum Helden dieses Märchens.[24]
- Das Märchen wird aus der Perspektive des Helden erzählt: Die Erzählung wird aus der Sicht von Kalepin beschrieben. Beispielsweise ziehen Kalepins Brüder mit dem Degen los, der Rezipient bekommt an dieser Stelle keine Mitsicht der Geschehnisse.[25]
- Flächenhaftigkeit als Ziel zur Wirklichkeitsferne.[26]
- Fehlende Orts- und Zeitangaben: Der Rezipient erhält die Information, dass die Familie am Fuße eines Berges wohnt. Auch die zeitlichen Aspekte werden ausgespart.
- Der Held trifft immer die Jenseitigen, die er gerade für sein Vorankommen braucht:[27] Kalepin handelt stets auf die richtige Weise, z. B. während der vierten Aufgabe ist er kurz davor, dem Papagei zu vertrauen. Dieser gibt sich als gute und vertrauenswürdige Figur aus. Kalepin bemerkt den Schwindel und zieht anstelle des Degens die Schwanenfeder hervor. Hervorgerufen durch eine Verwechslung, kommt der Schwan angeflogen und kann Kalepin zur Hilfe eilen.[28]
- Technik der bloßen Benennung: Das Räumliche wird benannt, aber nicht beschrieben. Der Rezipient weiß, dass die Familie in einem Dorf wohnt, wie es genau aussieht, weiß er nicht.[29]
- Fehlende Beschreibung des Aussehens der Figuren: Das Märchen beinhaltet keine Beschreibungen über die Figuren; wie diese aussehen, bleibt für den Rezipienten offen.
- Emotionsarmut der Figuren: Kalepin kommt mit der Heilpflanze nach Hause. Die Brüder freuen sich über seine Ankunft, allerdings sprechen sie es selbst nicht aus.[30]
- Die Figuren empfinden keine Schmerzen:[31] Die Mutter liegt im Sterben und fühlt dabei keinerlei Schmerzen.[32] Kein Jammern und Klagen ist von ihr zu hören.
- Fehlende Innensicht der Figuren: Kalepin wundert sich nicht über die Wunder, die geschehen; er reflektiert sein Handeln oder das der anderen Figuren nicht.
- Klare ultrareine Farben:[33] schneeweißer Schwan (S. 206), schwarz gekleideter Zwerg, , schwärzlicher Schlamm, schwarzer Kater, Heilpflanze, die gelb wie Quitten ist.[34]
- Keine Formelhaftigkeit zu Beginn und am Ende des Märchens: Typische Märchenelemente wie „Es war einmal …“ und „und wenn sie nicht gestorben sind, dann leben sie noch heute“ fehlen.

### II. Isolation und Allverbundenheit des Helden
- Das Geschehnis beginnt mit einer Mangelsituation: Die Mutter liegt im Sterben und hat nur eine Chance, gerettet zu werden.[35]
- Loslösung der Familie: Kalepin zieht alleine als Letzter und Jüngster der drei Brüder los, um die Heilpflanze zu erhalten und die Mutter vor dem Sterben zu bewahren.
- Fehlende Beziehungen der Figuren zueinander: Mit der Loslösung von Kalepin geht die Isolation des Helden einher und damit die fehlende Beziehung zum Rest der Familie.[36]
- Brüder dienen als Kontrastfiguren: Kalepins Brüder kommen lediglich zu Beginn des Märchens vor, bis Kalepin sich als Held herauskristallisiert. Sie kommen in der Abschlussszene noch ein weiteres Mal vor.[37]
- Die Gabe offenbart die Isolation und Allverbundenheit im Märchen: Der hilfsbereite Schwan, den Kalepin zuvor aus seiner misslichen Situation befreit, bekommt von ihm als Dank eine Feder. So ist Kalepin mit dem Schwan verbunden und ist auf seinem Weg hauptsächlich auf sich alleine gestellt.[38]
- Der Held zieht ohne den wundersamen Gegenstand los. (Das geht mit dem Heldsein einher.): Mit Leichtigkeit kommt Kalepin mit allen Figuren in Kontakt und ist somit mit ihnen verbunden.[39]
- So hat der Held bereits wundersame Eigenschaften, oder jemand, der sie ihm übergibt: Kalepin zieht ohne den Degen los, da ihn sein Bruder bei seinem Versuch, die Heilpflanze zu ergattern, im Körper der schwarzen Katze zurücklassen musste. Trotzdem zieht Kalepin los, da er seine Mutter nicht im Stich lassen kann. Seine wundersamen Eigenschaften sind an dieser Stelle der Mut und die Treue.[40]
- Eindimensionalität des Märchens: Kalepin hat nicht das Gefühl, sich im Jenseits zu befinden. Er erledigt seine Aufgaben und empfindet dies als selbstverständlich. Er verkehrt mit allen Figuren des Jenseits und des Diesseits auf eine normaltypische Weise.[41]
- Der Held, seine Geschwister, meist auch seine Eltern und die menschlichen Nebenfiguren gehören deutlich der diesseitigen Sphäre an: Kalepin kann nur mit Hilfe der magischen Gegenstände Wunder vollbringen. Den anderen Familienmitgliedern bleibt das völlig verwehrt.[42]
- Wiederholungsstruktur: Fünf schwierige Aufgaben müssen gelöst werden:

1. Federn an tausend Bällen befestigen
2. Wände und Decken mit Muscheln und Schneckenhäusern austapezieren
3. Blumengarten soll mit Kies ausgeschüttet werden, den Kalepin im Steinbruch schlagen muss, um diesen in 100 Wagen zu verteilen und in den Garten zu bringen
4. 600 Pfund Pferdehaar muss auseinandergezupft werden, Bettfedern sammeln und säubern, Gänse rupfen
5. Feuerspuckende Ohreule besiegen

### III. Extreme
- Eindimensionalität der Figuren – Gut-oder-böse-Kontraste: Im Märchen sind keine Angaben über das Äußere jeglicher Figuren zu finden. Die einzigen Informationen, die wir erhalten, sind über die Eigenschaften sowie die Charaktereigenschaften. Wir wissen, dass die Mutter nur gut ist und ihre Söhne auch.
- Kampf: Gut gegen Böse: Es entsteht ein Kampf, der von „guten“ Figuren gegen „böse“ Figuren geführt wird (Schwan gegen Papagei, Fee Mirmido gegen die Fee Rakette). Schaffen es die Brüder, die Pflanze zu erreichen, so besiegen sie die böse Fee. Die gute Mutter bleibt als Gegenzug am Leben.
- Wunder: Die Heilpflanze alleine schafft es, die Mutter vor dem Tod zu bewahren. Die Brüder rufen die gute Fee Mirmido herbei. Kalepin kann allen Widrigkeiten zum Trotz alle Aufgaben erfüllen. Zauberei nach der dritten gelösten Aufgabe: Kalepin befindet sich plötzlich auf einer Bergstraße. (S. 214) Sprechende Bremse, die sich in einen Hirsch mit Flügeln verwandelt.
- Magische Tiere/Wesen/Pflanzen: Gute Fee, der sprechende Schwan, die Heilpflanze, der Zwerg, die Bremse, die sich in einen schönen Hirsch mit Flügeln verwandelt, die böse Fee Rakette, der Papagei, der Drache, der große schwarze Kater, der Riese, der sprechende Ziegenbock.
- Magische Gegenstände, die dem Helden zur Handlungsbewältigung zur Verfügung stehen: Der Degen, die Schwanenfeder, die Heilpflanze. Die fünf Aufgaben kann Kalepin nur mithilfe dieser Gegenstände und Wesen aus dem Jenseits bewältigen.[43]

### IV. Satz- und Textstruktur
- Satzbau: klar verständliche Sätze, Hauptsätze sowie Haupt- und Nebensätze im Text.
- Vokabular: einfach gewähltes Vokabular.
- Zeit: Der Text ist im Präteritum geschrieben und lässt die direkte Figurenrede miteinfließen.

## Forschungsliteratur
- Eicher Thomas (Hrsg.): Märchen und Moderne, Fallbeispiele einer Intertextuellen Relation, Literatur im Kontext Band 2. Münster, 1996.
- Lüthi Max: Das europäische Volksmärchen, Elfte Auflage. Tübingen, 2005.
- Müller Elisabeth: Das Bild der Frau im Märchen, Analysen und erzieherische Betrachtungen. München, 1986
- Neuhaus Stefan: Märchen, Zweite Auflage. Tübingen, 2017.
- Der kleine Kalepin- in Fundstücke der Schweizer Erzählkunst, 1800–1840, erster Band, S. 200. Hrsg. von Rèmy Charbon.